# 祭りだ!祝いだ!めでてぇ〜メシ
『祭りだ!祝いだ!めでてぇ〜メシ』（まつりだ!いわいだ!めでてぇ〜めし）はBSテレ東のグルメドキュメンタリー番組。2019年10月22日放送開始。2020年9月22日放送終了。

## 語り
- 二代目中村梅雀

## 放送リスト
| 回 | 放送日   | タイトル                  | 場所                 | 催し                     | メニュー                                            |
| -- | -------- | ------------------------- | -------------------- | ------------------------ | --------------------------------------------------- |
| 1  | 10月22日 | おとなへの厳しすぎる試練… | 新潟県小千谷市片貝町 | 浅原神社秋季例大祭大煙火 | レバー・タン・ハツのミックス 醤油赤飯               |
| 2  | 10月29日 | 馬と砂浜ダッシュ          | 千葉県富津市         | 馬出し祭り               | 刺身の盛り合わせ 赤飯 イナダの煮付け アナゴの煮付け |
| 3  | 11月5日  | 1トンの旗を操る超絶技     | 石川県七尾市         | お熊甲祭                 | 奥さんの愛情稲荷                                    |
| 4  | 11月12日 | 激突!巨大山車バトル       | 福島県二本松市       | 針道のあばれ山車         | ざくざく                                            |
| 5  | 11月19日 | 伝統芸能!木場の角乗       | 東京都木場           | 木場の角乗               | ひき肉のお稲荷さん 五目ちらし                       |
| 6  | 11月26日 | 久世祭り                  | 岡山県真庭市         | 久世祭り、だんじり喧嘩   | 鯖寿司                                              |

## スタッフ
- 構成：樅野太紀
- タイトルデザイン：鈴木哲
- ビジュアルフォーマット：松本哲也
- 編集：米沼元之
- MA：大前智浩
- 技術協力：テクノマックスビデオセンター
- 協力：PIXTA
- 音響効果：大久保吉久、水口雄貴（3×7）
- 編成：園部雄一郎
- 番宣：大石淳子
- デスク：秋葉香織
- AP：難波裕介
- AD：中野優佳、片桐知己
- ディレクター：片岡義貴
- 演出：三浦信一
- プロデューサー：只野研治、岩尾庄一郎、酒井英樹
- 制作協力：unit
- 製作：BSテレ東、PROTX

## 放送時間
- BSテレ東、BSテレ東4K
  - 火曜 20:00 - 20:55